# W imię króla III: Ostatnia misja
W imię króla III: Ostatnia misja (ang. In the Name of the King 3: The Last Mission) – kanadyjsko-bułgarski film fantastyczno-przygodowy z 2014 roku w reżyserii Uwe Bolla. Kontynuacja filmów Dungeon Siege: W imię króla (2007) oraz W imię króla II: Dwa światy (2011).

## Obsada
- Dominic Purcell jako Hazen Kaine
- Ralitsa Paskaleva jako Arabella
- Daria Simeonova jako Emeline
- Marian Valev jako król Tervon